# Literati (klasse)

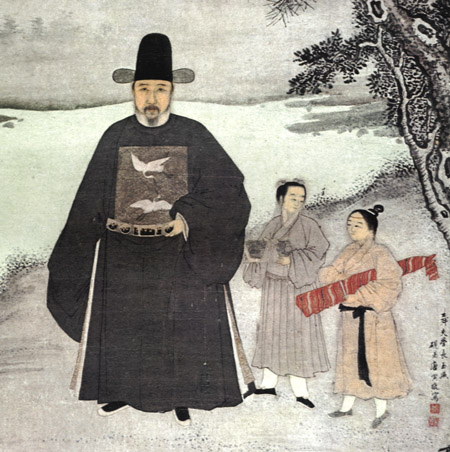
15e-eeuws portret van de Ming-ambtenaar Jiang Shunfu

De literati, of literaten (士大夫; pinyin: shì dàfū), waren een klasse van geletterde ambtenaren in China van de Han-periode tot het einde van de Qing-dynastie in 1912. Zij werden aangesteld in opdracht van de Chinese keizer en gerekend tot de voornaamste ambtenaren. Met het uitbreiden van de Chinese culturele invloedssfeer ontstonden in andere Oost-Aziatische landen vergelijkbare klassen, zoals de yangban in Korea en de kuge in Japan.

## Beschrijving
De literati hadden tot aan de oprichting van de Chinese republiek een grote invloed aan de keizershoven en in het lokale leven van China. Onder hen werden de mandarijnen met de hoogste ordes gekozen. Slechts een klein aantal literati diende aan het keizerlijk hof; het overgrote deel beoefende zijn functie in dorpen en steden als sociale leiders. Zij verstrekten uitkeringen, inden belasting, onderwezen in privéscholen, bemiddelden in kleine juridische geschillen, begeleidden gemeenschapsprojecten, hielden toezicht op de handhaving van de wet, predikten het Confucianisme en hielden Confucianistische ceremonies.

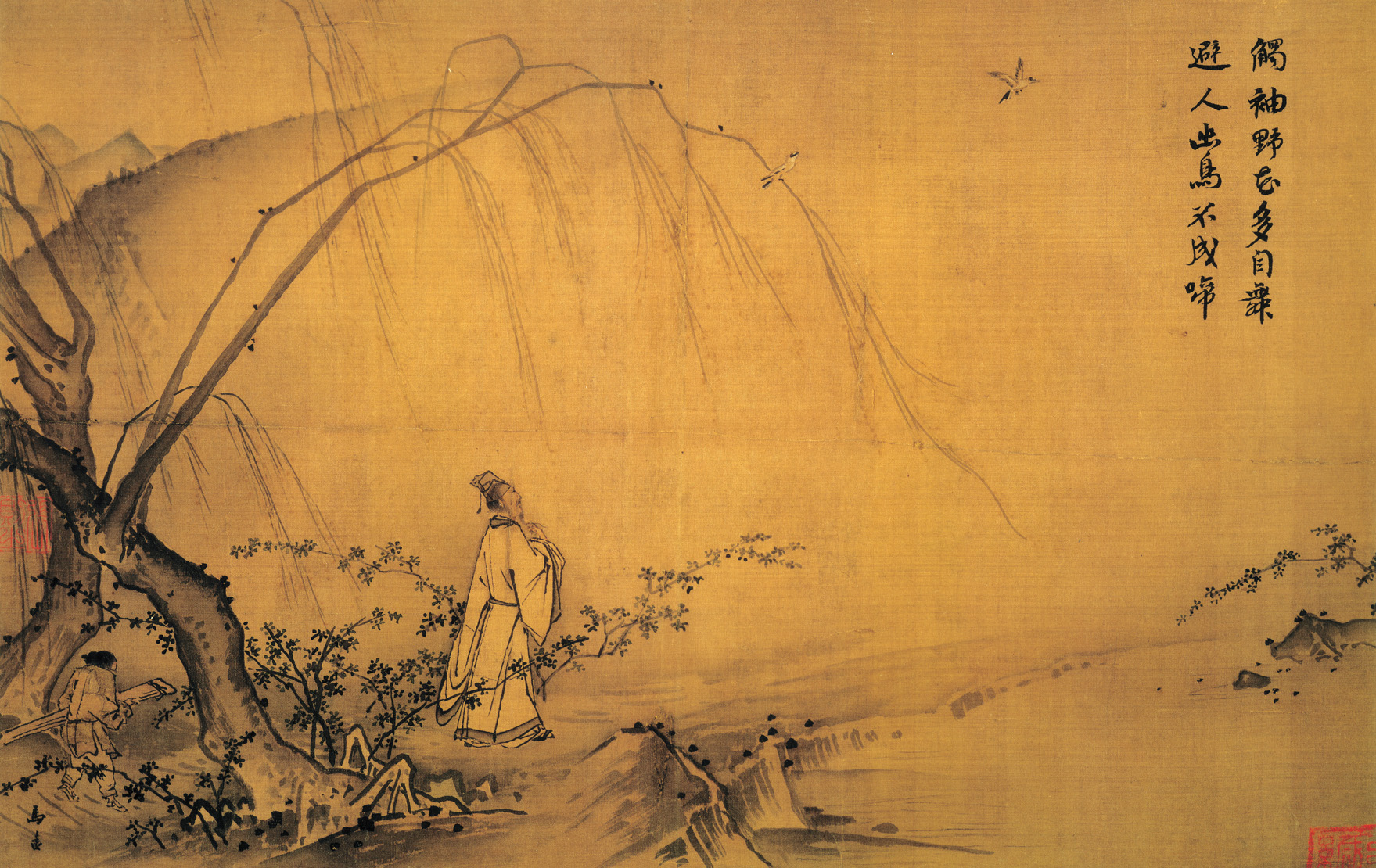
Lopen op een bergpad in de lente door Ma Yuan toont een literator en zijn bediende, die zijn guqin draagt.

Sinds de Sui-dynastie (581–618) bestond de klasse voornamelijk uit geletterde edellieden (紳士 shēnshì), die een academische graad hadden behaald middels het Chinees examenstelsel. Zij waren vooral geschoold in de Confucianistische Klassieken en de Vier Kunsten (四藝, siyi). Deze omvatten het bespelen van de guqin (琴; qin), de vaardigheid in go (棋; qi), het kalligraferen (書; shu) en het schilderen in gewassen inkt (畫; hua), tegenwoordig ook bekend als de 'literati-schilderkunst' (文人画; wenrenhua). De voornaamste literati waren diegenen die de hoogste graad – de jinshi (進士) – in het examenstelsel hadden behaald.